# Cação-rola-rola
O cação-rola-rola ou tubarão-bico-fino-brasileiro (nome científico Rhizoprionodon lalandii) é uma pequena espécie de tubarão do gênero Rhizoprionodon, da família dos carcarrinídeos (Carcharhinidae). É encontrado em águas costeiras tropicais do Oceano Atlântico ocidental, de profundidades de 3 a 70 metros. Chega a medir aproximadamente 80 cm.

## Taxonomia
O tubarão-bico-fino-brasileiro foi descrito originalmente pelos biólogos alemães Johannes Peter Müller e Friedrich Gustav Jakob Henle em 1839 no livro "1839-1841 Systematische Beschreibung von Plagiostomen" (Descrição sistemática dos plagiostomas) como "Carcharias (scoliodon) lalandii", mas logo depois fizeram sinônimo com o mesmo para "Rhizoprionodon lalandei" e finalmente para "Rhizoprionodon lalandii". E ainda, também existem muitos outros sinônimos do tubarão-bico-fino-brasileiro de autores não identificados na literatura científica inicial como "Rhizoprionodon (protozygaena) lalandei", "Scoliodon intermedius", "Scoliodon lalandei", "Scoliodon lalandii", e "Squalus (scoliodon) lalandii". Embora antes tenham sidos classificados no gênero Scoliodon e Squalus, atualmente os membros desses gêneros são os dois tubarões-nariz-de-pá e os vários tubarões-cão-marinho (um representante conhecido deles é o Squalus acanthias), tubarões que pela aparência são bem diferentes um do outro.

## Aparência
A coloração da área dorsal dos tubarões-bico-fino-brasileiro varia entre cinza ou marrom, com um tom escuro, e sua barriga é branca. Seu focinho é longo e pontudo, eis o seu nome. Eles são bem pequenos, um espécime macho adulto mede cerca de 50 cm. Já um espécime femêa mede cerca de 80 cm, ambos pesando até 2 kg.

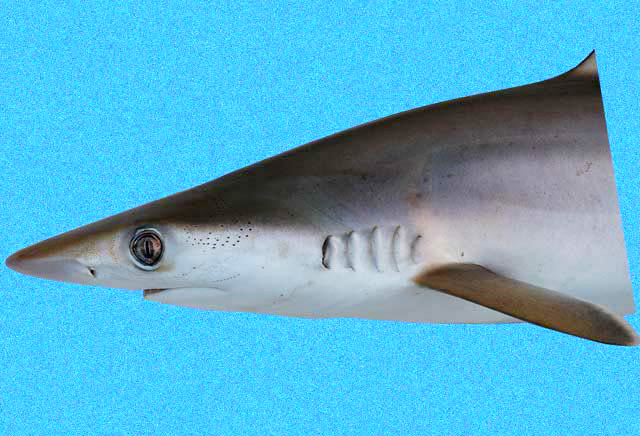
Cabeça de lado
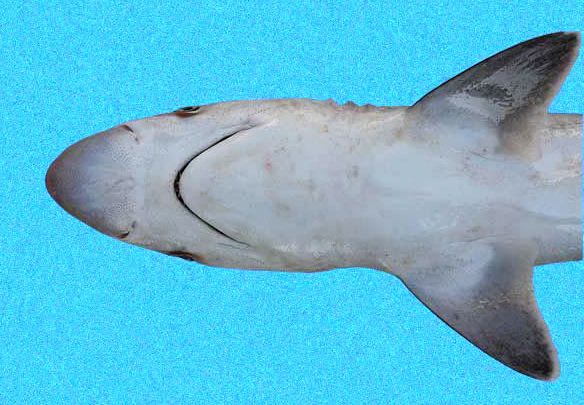
Cabeça de baixo
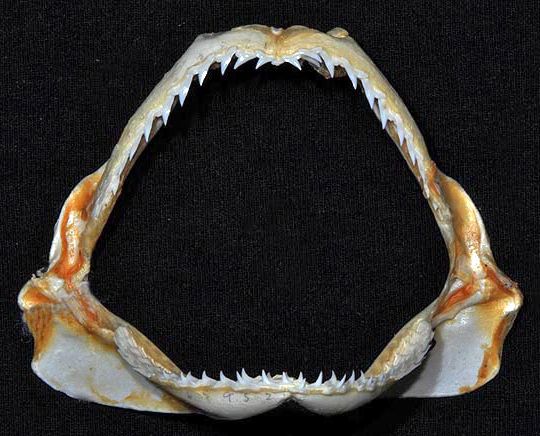
Arcarda dentária
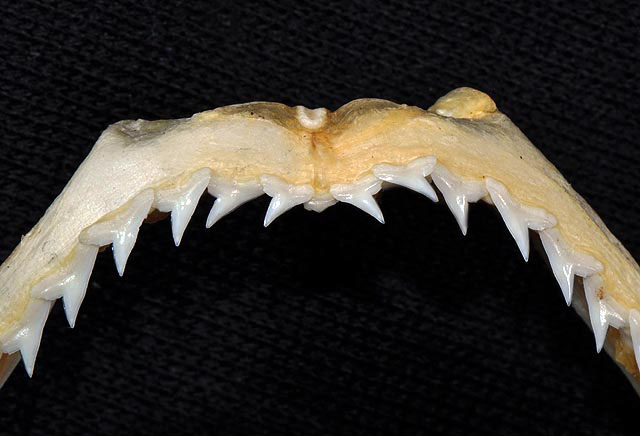
Dentes superiores
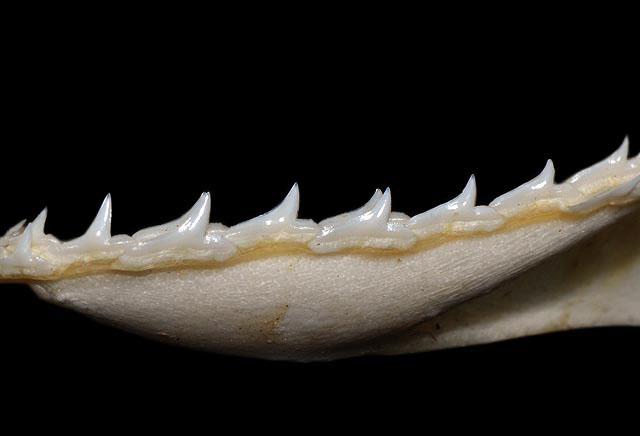
Dentes inferiores

## Distribuição e hábitat
Os tubarões-bico-fino-brasileiro vivem em águas costeiras de climas tropicais no Oceano Atlântico ocidental, no norte e nordeste da América do Sul e uma pequena parte da América Central, desde de Panamá até o sul do Brasil e Uruguai. São encontrado em profundidades de 3 até 70 metros.

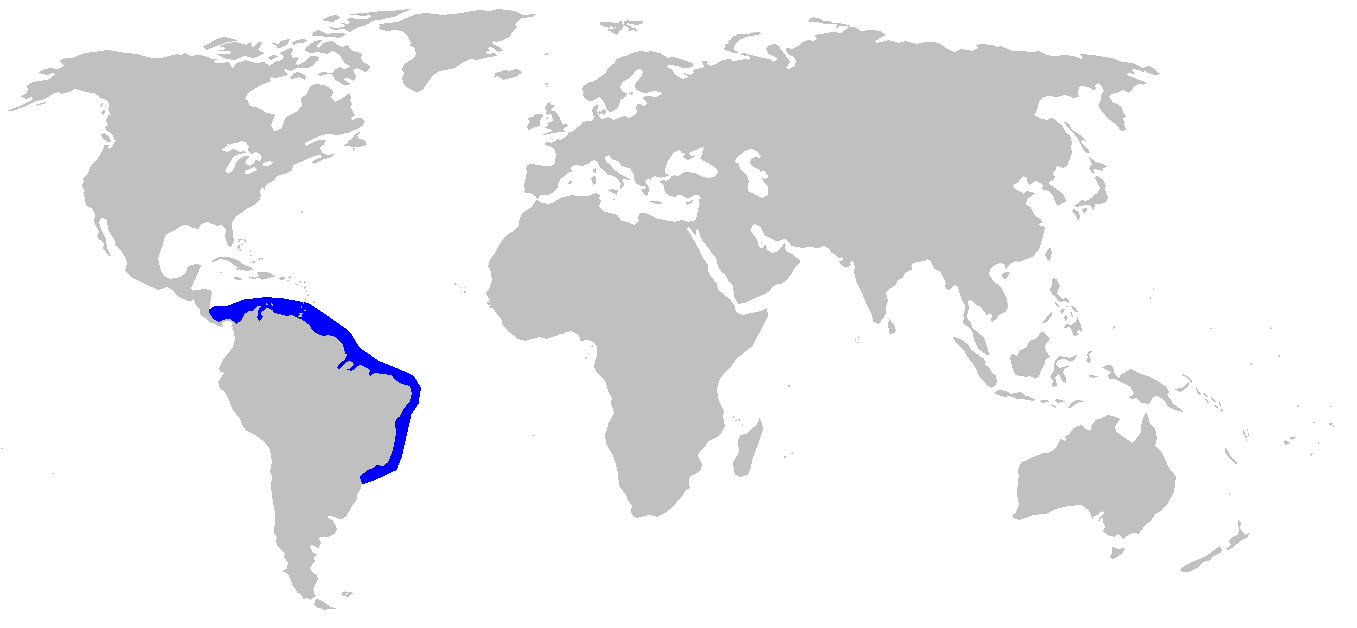
Distribuição geográfica do tubarão-bico-fino-brasileiro.

## Reprodução
O tubarão-bico-fino-brasileiro é víviparo, nascendo de 1 a 4 filhotes. Quando os filhotes nascem podem ter um comprimento de 33 para 34 cm.

## Estado de conservação
Os tubarões-bico-fino-brasileiro foram incluídos na lista vermelha da União Internacional para a Conservação da Natureza (IUCN) como espécie deficiente de dados desde 2004, mas no Brasil é considerada como espécie vulnerável de extinção. Resultado disso: são vítimas de exploração irracional dos humano. Suas carnes são muito apreciadas e comercializadas com sal seco, e por isso hoje, a espécie se encontra em um estado de vulnerabilidade de extinção.